# 戦後の外国語
『戦後の外国語』（せんごのがいこくご）は、語学教育研究所が開拓社より1947年に出版した英語教育の研究書。
序を執筆した当時の研究所長である市河三喜によると、戦時中に敵性語とされた英語の意義を検討するために、日本学術振興会からの研究費を元に始めた研究である。戦後は一転して英語熱が広がったが、外国語に対する人々の理解は表面上はともかく、根本的にはまっとうなものとは言えない。国家再建にも外国文化への正しい認識が大事であり、「戦後新しく課せられた外国語の国家的役割を明らかにし、さらに明治以後戦争までの外国語教授を反省し」、外国語教育が十分うまく行われなかった原因を解明して、今後の方策を練り解決策を考えようと試みた書である。

## 構成
1章から19章に分かれている。全79ページ。